# 淡中・クライン双対性
淡中・クライン双対性（たんなか・クラインそうついせい、Tannaka–Krein_duality）の理論は数学において、コンパクト群とその線形表現の圏 (数学)との間の相互作用に関するものであり、
コンパクト群と離散可換位相群の間のポントリャーギン双対を、コンパクトだが非可換な群に自然に拡張したものである。 

## 解説
この理論は淡中忠郎とマルク・クレインにちなんで命名された。 レフ・ポントリャーギンが考えた可換群の場合とは対照的に、非可換コンパクト群の双対概念は群ではなく、Gの有限次元表現によって形成される、何らかの付加的な構造を持つ表現の圏Π(G)である。
淡中とクラインの双対性定理は、圏Π(G)から群Gへ戻る逆対応を記述し、表現の圏から群を回復することを可能にする。 さらに、彼らは、このようにして群から生じうるすべての圏を完全に特徴づけている。 後にアレクサンドル・グロタンディークは、同様のプロセスによって、淡中の双対性がTannakian formalismを介して代数群の場合に拡張できることを示した。 一方、淡中とクラインの理論は数理物理学者によって発展・改良され続けた。淡中-クライン理論の一般化は量子群の表現を研究するための自然な枠組みを提供し、現在では量子超群、量子亜群、およびそれらの双対ホップ亜代数に拡張されている。

## 淡中・クラインの双対性の考え方：群の表現のなす圏
局所コンパクトな可換群に対するポントリャーギンの双対性理論では、群Gの双対対象はその指標群 {\displaystyle {\hat {G}},}であり、一次元のユニタリー表現からなる。 群Gが非可換であることを許すならば、指標群の最も直接的な類似はGの既約なユニタリー表現の同値類の集合である。指標の積の類似は表現のテンソル積である。しかし、Gの既約表現は一般に群やモノイドを形成しない。なぜなら既約表現のテンソル積が既約になるとは限らないからである．すべての有限次元表現の集合{\displaystyle \Pi (G)}を考え、それをモノイダル圏として扱う必要があることがわかった。ここでの積は表現の通常のテンソル積であり，双対対象は反傾表現の操作により与えられる。
圏{\displaystyle \Pi (G)}の表現とは、それ自身の恒等関手からのモノイダル自然変換のことである。 言い換えると、任意の{\displaystyle T\in \operatorname {Ob} \Pi (G)} に対してTの空間の自己準同型を対応させる非ゼロ関数{\displaystyle \varphi }であって、テンソル積{\displaystyle \varphi (T\otimes U)=\varphi (T)\otimes \varphi (U)}と，任意の表現の射{\displaystyle f\colon T\to U}, すなわち{\displaystyle f\circ \varphi (T)=\varphi (U)\circ f}との両立条件を満たすものである．  
圏{\displaystyle \Pi (G)}のすべての表現の集まり{\displaystyle \Gamma (\Pi (G))} は乗法{\displaystyle \varphi (T)=\varphi (T)\psi (T)} と、各点収束位相を入れることができる。各点収束位相とはつまり {\displaystyle \{\varphi _{a}\}} がある {\displaystyle \varphi } に収束することと、任意の{\displaystyle T\in \operatorname {Ob} \Pi (G)}に対して {\displaystyle \{\varphi _{a}(T)\}} が {\displaystyle \varphi (T)} に収束することが同値になるということである. こうして集合{\displaystyle \Gamma (\Pi (G))} がコンパクト（位相）群になることが示される。 

## 淡中とクラインの定理
淡中の定理 は、表現の圏 Π(G) から コンパクト群 G を再構成する方法を提供する。
G をコンパクト群とし、F: Π(G) → VectC をG の有限次元複素表現から有限次元複素ベクトル空間への忘却関手 とする。 自然変換 τ: F → F たちの集合に位相を入れる．それは
{\displaystyle \tau \mapsto \tau _{V}} (自然変換 {\displaystyle \tau }に対し{\displaystyle V\in \Pi (G)}における成分{\displaystyle \tau _{V}}をとる) により与えられる射影 End(F) → End(V) 各々が連続関数となるような最も粗い位相である．自然変換がテンソル保存であるとは、G の自明な表現に対して恒等写像であり、{\displaystyle \tau _{V\otimes W}=\tau _{V}\otimes \tau _{W}} という意味でテンソル積を保存すること．また、{\displaystyle {\overline {\tau }}=\tau } の場合、τ は自己共役であると言う。ここで、バーは複素共役を示す。 すると、F のすべてのテンソル保存自己共役自然変換の集合 {\displaystyle {\mathcal {T}}(G)} は End(F) の閉部分集合になる。これは G が (コンパクト) 群である限り、実際には (コンパクト) 群になる。 G のすべての要素 x は、各表現で x による乗算を介してテンソル保存自己共役自然変換を生じさせるため、写像 {\displaystyle G\to {\mathcal {T}}(G)} が得られる。 淡中の定理は、この写像が同型写像であることを示す。
「クラインの定理」は、どの圏がコンパクト群に対する双対対象として生じ得るか、という問いに答える。
Π を、テンソル積とインボリューションの演算を備えた有限次元ベクトル空間の圏とする。 Π がコンパクト群 G に対する双対対象となるためには、次の条件が必要かつ十分である。
1. ある対象 {\displaystyle I} が存在して，Π のすべての対象 A に対して {\displaystyle I\otimes A\approx A} となる (これは必然的に同型を除いて一意になる）。
2. Π のすべての対象 A は、極小な対象の和に分解できる。
3. A と B が 2 つの極小対象である場合、準同型写像の空間 HomΠ(A, B) は1次元 (それらが同型の場合)、またはゼロに等しい。
これらの条件がすべて満たされる場合、圏 Π = Π(G) になる。ここで、G は Π の表現たちがなす群である。

## 一般化
1980年代にドリンフェルトと神保道夫の研究で量子群が発見され、淡中-クラインの双対性理論への関心が再び高まった。 量子群の研究への主なアプローチの1つは、その有限次元表現を通して進められるが、それらは対称モノイダル圏Π(G)に似ているがより一般的な組紐付きモノイダル圏を形成する。この場合にも淡中・クライン型の優れた双対理論が存在することが判明し、量子群とその表現の両方を研究できる自然な設定を提供することで，量子群の理論において重要な役割を果たす。 その後まもなく、組紐付きモノイダル圏の別の例が有理共形場理論において発見された。 淡中・クラインの哲学は、共形場理論から生じる組紐付きモノイダル圏も量子群から得られることを示唆し、カジュダンとルスティックは一連の論文で、実際にそうであることを証明した。  一方、レシェティキンとトゥラエフによって、ある種の量子群から生じる組紐付きモノイダル圏が、結び目の新しい不変量の構築に応用された。

## ドプリチャー・ロバートの定理
doplicher-roberts theorem（セルジオ・ドプリッヒャーとジョン・E・ロバーツによる）は圏論の観点からRep(G)をヒルベルト空間の圏の部分圏の一種として特徴付けるものである。

このようなコンパクト群のヒルベルト空間上のユニタリー表現の圏の部分圏は次の通りである：
1. 共役を持つ厳密対称モノイダルC*-圏
2. モノイダル単位の自己同型のなすC*代数がスカラーだけを含むような、部分対象と直和を持つ部分圏。